# Faubourg Saint-Jacques

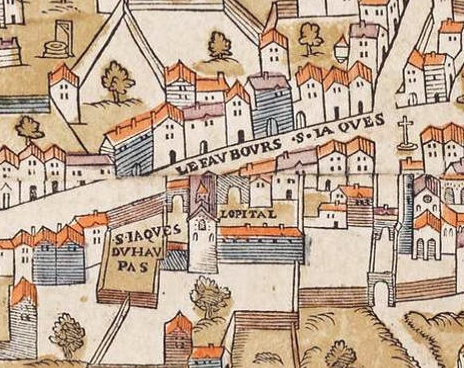
Teil des Faubours S-Iacques auf dem Plan von Truschet und Hoyau

Der Faubourg Saint-Jacques ist der aufeinanderfolgende Name mehrerer ehemaliger Vororte von Paris, die jetzt in die Stadt Paris eingegliedert und Teil des 5. und des 14. Arrondissements sind.
Der Begriff bezeichnete nacheinander zwei Stadtteile außerhalb der Stadtmauern, als die Stadt expandierte. Zwischen dem 12. und dem 18. Jahrhundert endete die Stadt am linken Ufer der Seine an den Mauern von Philippe Auguste und der Faubourg Saint-Jacques begann an der Porte Saint-Jacques, die sich an der Ecke der heutigen Rue Saint-Jacques und der Rue Soufflot befand. Als unter Ludwig XVI. die  Mauer der Generalpächter (mur des fermiers généraux) gebaut wurde, dehnte sich Paris bis an den heutigen Boulevard Saint-Jacques aus und umfasste somit auch den Faubourg.
Zentrum des Faubourg Saint-Jacques waren die Kirche Saint-Jacques-du-Haut-Pas und die Rue du Faubourg Saint-Jacques als Verlängerung der Rue Saint-Jacques extra muros. Heute wird die Rue du Faubourg Saint-Jacques erst ab dem Boulevard Port-Royal so genannt.
Während der Revolution hieß der Vorort Faubourg de l‘Observatoire.